# Srednji Vrh, Dobrova - Polhov Gradec
Srednji Vrh je naselje v Občini Dobrova-Polhov Gradec.